# 纺织业

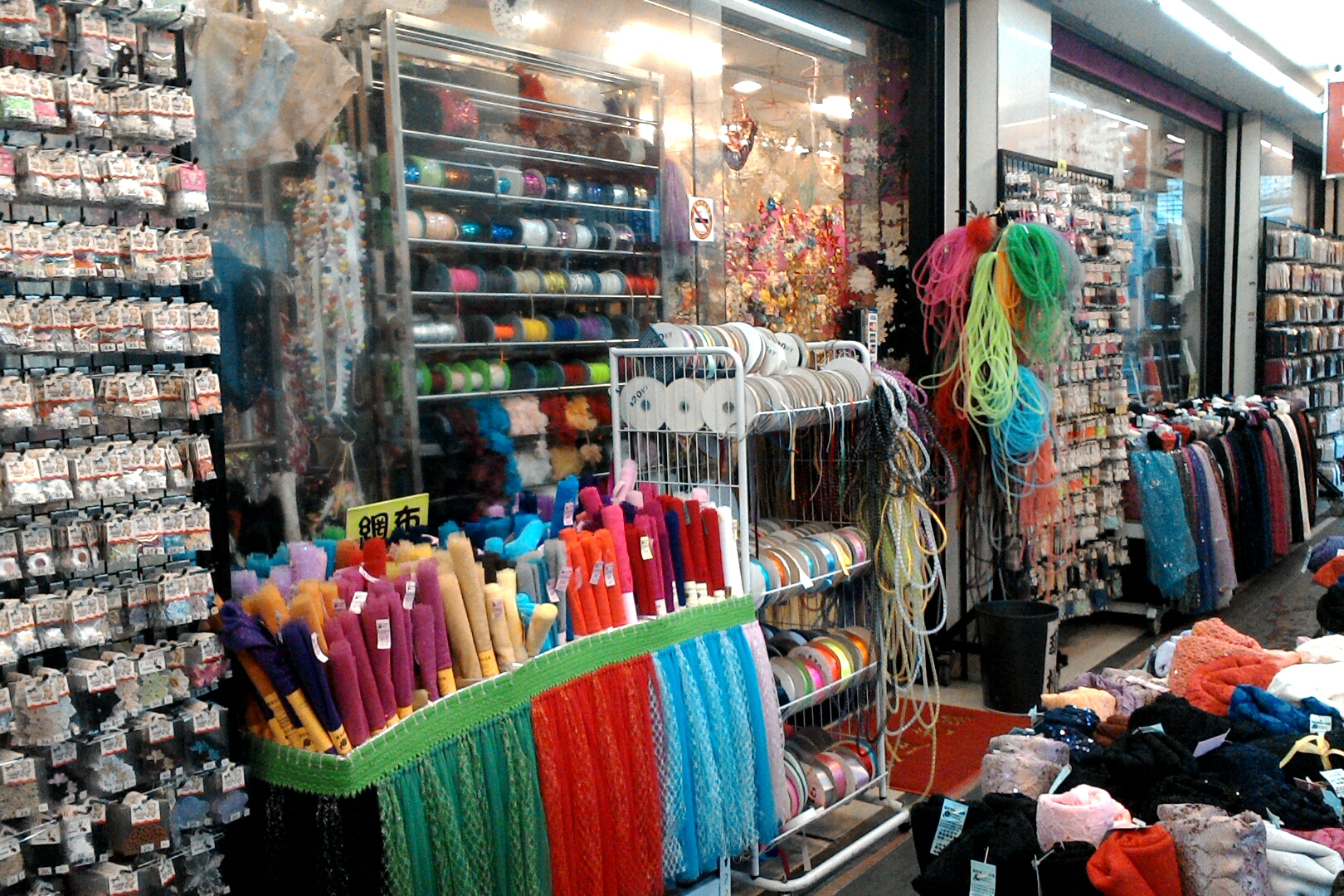
南京西路上的綢布店

纺织业主要关注的是纱线、布匹、服装的设计与制造。所采用的原始材料既可以是天然材料（棉花、蚕丝等），也可以是化学工业中合成的材料。